# معماری پاور
معماری پاور (انگلیسی: Power Architecture) یک علامت تجاری ثبت‌شده برای ریزپردازنده‌های کامپیوتر کم دستور (RISC) مشابه توسعه و ساخته شده توسط چندین شرکت از جمله آی‌بی‌ام، فری‌اسکیل است.